# Université de New Haven
L'université de New Haven (en anglais : University of New Haven ou UNH) est une université américaine fondée en 1920, située à West Haven au Connecticut.